# Plymouth Whalers
Plymouth Whalers byl americký juniorský klub ledního hokeje, který sídlil v Plymouth Townshipu ve státě Michigan. V letech 1997–2015 působil v juniorské soutěži Ontario Hockey League (dříve Ontario Hockey Association). Založen byl v roce 1997 po přestěhování týmu Detroit Whalers do Plymouthu. Zanikl v roce 2015 přestěhováním do Flintu, kde byl vytvořen tým Flint Firebirds. Své domácí zápasy odehrával v hale Compuware Arena s kapacitou 3 504 diváků. Klubové barvy byly námořnická modř, bílá, zelená a stříbrná.
Nejznámější hráči, kteří prošli týmem, byli např.: Robert Esche, Michal Neuvirth, Stephen Weiss, Justin Williams, Jason Bacashihua, David Legwand, Gregory Campbell, Michal Jordán, Tyler Seguin, James Neal, Jonáš Fiedler, James Wisniewski, Tomáš Kůrka, Libor Ustrnul, Tom Wilson, Stevie Lyle, Chad LaRose, Rickard Rakell nebo Vincent Trocheck.

## Úspěchy
- Vítěz OHL ( 1× )
  - 2006/07

## Přehled ligové účasti
Zdroj: 
- 1997–2015: Ontario Hockey League (Západní divize)